# Sten Svensson (lärare)
Sten Svensson, född 1948, är en svensk lärare och debattör. 
Utöver att arbeta som lärare har han haft fackliga uppdrag för Lärarförbundet och var 1995–2010 chefredaktör för Lärarnas tidning. Han gav 2014 tillsammans med Mats Wingborg ut debattboken Björklundeffekten: svartmålningen som blev sann, i vilken de kritiserar Jan Björklunds skolpolitik.